# Bhupen Khakhar
Bhupen Khakhar (também escrito Bhupen Khakkar, 10 de março de 1934 – 8 de agosto de 2003) foi um artista indiano. Ele foi membro do Grupo Baroda e ganhou reconhecimento internacional por seu trabalho como "o primeiro artista Pop da Índia".

## Trabalhos
Khakhar era um artista autodidata e começou sua carreira como pintor relativamente tarde em sua vida. Suas obras eram de natureza figurativa, preocupadas com o corpo humano e sua identidade. Artista assumidamente gay, o problema das definições de gênero e da identidade de gênero foram os temas principais de seu trabalho. Suas pinturas frequentemente continham referências à mitologia indiana e temas mitológicos.

## Vida pregressa
Bhupen Khakhar nasceu em Bombaim e tinha três irmãos.
Os Khakhars eram originalmente artesãos vindos da colônia portuguesa de Diu. Bhupen foi o primeiro de sua família a frequentar a Universidade de Bombaim, onde estudou bacharelado. Por insistência de sua família, ele se formou em Comércio pela Sydenham College of Commerce and Economics e se qualificou como revisor oficial de contas. Khakhar trabalhou como contador por muitos anos em parceria com Bharat Parikh & Associates em Baroda Gujarat, Índia, perseguindo suas inclinações artísticas nas horas vagas. Ele se tornou bem versado na mitologia e literatura hindu e bem informado sobre as artes visuais.[carece de fontes?]
Em 1958, Khakhar conheceu o poeta e pintor Gujarati Ghulam Mohammed Sheikh, que encorajou Khakar a visitar a recém-fundada Faculdade de Belas Artes em Baroda.

## Carreira
As pinturas a óleo de Khakhar eram frequentemente narrativas e autobiográficas. Suas primeiras obras expostas apresentavam divindades recortadas de gravuras populares, coladas em espelhos, complementadas por grafites e marcas gestuais.[carece de fontes?] Ele começou a montar exposições individuais já em 1965. Embora o artista tenha sido em grande parte autodidata, seu trabalho logo atraiu atenção e elogios da crítica. Na década de 1980, Khakhar fazia shows solo em lugares tão distantes como Londres, Berlim, Amsterdã e Tóquio.
O trabalho do artista celebrava as lutas diárias do homem comum da Índia. As primeiras pinturas de Khakhar retratavam pessoas comuns, como o barbeiro, o relojoeiro e até mesmo um contador assistente com quem trabalhava. O pintor teve especial cuidado em reproduzir nessas pinturas os ambientes de pequenas lojas indianas e revelou talento para ver o intrigante dentro do mundano. Seu trabalho foi comparado ao de David Hockney. Ele era um amigo pessoal de longa data de Howard Hodgkin, que regularmente vinha ficar com ele depois de se conhecerem em 1975. Embora tenha sido influenciado pelo movimento Pop britânico, Khakhar entendeu que as versões ocidentais da Pop Art não teriam a mesma ressonância na Índia.
Os temas muitas vezes abertamente homossexuais de Khakhar atraíram atenção especial. A homossexualidade era algo que na época raramente era abordado na Índia. O artista explorou a sua própria homossexualidade de formas extremamente pessoais, abordando tanto as suas implicações culturais como as suas manifestações amorosas e eróticas. Khakhar pintou o amor, a vida e os encontros homossexuais de uma perspectiva distintamente indiana.
Na década de 1990, Khakhar começou a experimentar mais aquarelas e ficou cada vez mais confiante tanto na expressão quanto na técnica. Ele foi retratado como o contador no romance de Salman Rushdie, The Moor's Last Sigh. Khakhar retribuiu o favor fazendo mais tarde um retrato do autor que chamou de The Moor, e que agora está na National Portrait Gallery, em Londres. Em You Can't Please All (1981; Londres, Knoedler), uma figura nua em tamanho natural, um autorretrato, observa de uma varanda, enquanto pai, filho e burro encenam uma antiga fábula, serpenteando pela paisagem urbana em narração contínua.

## Prêmios e honras
Em 2000, Khakhar foi homenageado com o Prêmio Príncipe Claus no Palácio Real de Amsterdã. Entre outras honras, ele ganhou a bolsa Starr Foundation Fellowship do Conselho Asiático, em 1986, e o prestigiado Padma Shri (prêmio de excelência do governo indiano) em 1984. Suas obras podem ser encontradas nas coleções do Museu Britânico, na Tate Gallery, Londres, no MoMA, Nova Iorque, entre outros.

## Livros sobre Khakhar
- Bhupen Khakhar, Uma retrospectiva , Timothy Hyman, Galeria Nacional de Arte Moderna e Recursos de Belas Artes, 2003
- Desai, Mahendra; Bhupen Khakhar (1983). A Man Labelled Bhupen Khakhar Branded As Painter. Bombaim: Identity People. OCLC 19123585